# Jantine de Jonge
Jantine de Jonge (Amsterdam, 10 september 1943) is een Nederlands oud-televisiepresentatrice van voornamelijk informatieve programma's.
De Jonge werd geboren in 1943 als dochter van de directeur van een elektrotechnisch bedrijf. Haar moeder was filiaalhoudster van een De Gruyter-winkel. De Jonge ging naar het meisjeslyceum en vervolgens naar de kleinkunstacademie. Als toneelactrice deed ze onder andere mee aan het Holland Festival en ook speelde ze in een aantal speelfilms, waaronder Het jaar van de Kreeft uit 1975.
Nadat ze de kunstacademie had afgerond, werd ze gevraagd als omroepster bij de NTS en Schooltelevisie. Ze was vervolgens 32 jaar lang omroepster. Naast haar werk bij de NOS is ze ook te zien geweest bij de RVU, de VPRO, de IKON en Feduco. Ook was ze een periode omroepster bij Omrop Fryslân.
In 1981 was De Jonge rechtstreeks betrokken bij de ontwikkeling van het Schooltv-weekjournaal. Vervolgens werd ze ook presentator van het programma Van Gewest tot Gewest. In 1988 stopte de NOS met de inzet van omroepers. Bij Schooltv ging De Jonge echter nog tien jaar door. In 2000 stopte ze bij Van Gewest tot Gewest. 